# تعويض (علم نفس)
التعويض (بالإنجليزية: Compensation)‏ في علم النفس هو إستراتيجية تتم بصورة واعية أو لاواعية يحاول من خلالها الشخص التغطية علي ضعف أو رغبة أو إحساس بعدم الكفاءة أو العجز في أحد جوانب الحياة، عن طريق الإشباع أو التفوق في جانب آخر.
يمكن للتعويض أن يغطي علي العيوب والإحساس بالدونية، سواء كانت هذه العيوب أو المشاعر حقيقية أو متخيلة، ويمكن أن يساعد التعويض الإيجابي الشخص في التغلب الصعوبات، في حين أن التعويض السلبي يمكن أن يعزز الإحساس بالنقص أو الدونية، وهناك نوعان من التعويض السلبي:
التعويض الزائد ويتميز بأهدافه العالية، ويمكن أن يؤدي للكفاح من أجل السلطة والسيطرة والتقدير الذاتي.
التعويض الناقص ويتضمن طلب المساعدة، ويؤدي إلي نقص الشجاعة والخوف من الحياة.
يمكن ملاحظة أحد أشهر الأمثلة علي إخفاق نموذج التعويض الزائد في الأشخاص الذين يمرون بأزمة منتصف العمر، فبمرور فترة منتصف العمر قد يفقد الشخص طاقته أو قدرته علي إبقاء دفاعاته النفسية بما في ذلك الأفعال التعويضية.

## المنشأ
قدم ألفرد أدلر (مؤسس علم نفس الفرد) مصطلح التعويض وعلاقته بالمشاعر السلبية، حيث وصف هذه العلاقة في كتابه دراسة الدونية العضوية وتعويضها النفسي (Study of Organ Inferiority and Its Physical Compensation) عام 1907 بأنها: عندما يشعر الشخص بأنه ضعيف، فإنه يميل لتعويض هذا الإحساس في مكان اخر.
وكان دافع أدلر لاستقصاء التعويض ناتج عن خبرة شخصية، حيث أنه كان طفل مريض جدا، وكان غير قادر علي المشي حتي عمر الرابعة بسبب الكساح، وبعد ذلك كان ضحية لمرض الالتهاب الرئوي وعدد من الحوادث.

## التضمين الثقافي
يحاول المصابون بالنرجسية - طبقا لنظرية التعويض- كتم أو إخفاء انخفاض التقدير الذاتي عن طريق
- التحدث باستعلاء
- التواصل مع الأشخاص المحبوبين والذي يرغب فيهم الجمع.

كما يميل الأطفال النرجسيون إلي تعويض شعورهم بالغيرة والغضب من خلال:
- الولع بالقوة
- الجمال
- الغني

عبر الكاتب الأمريكي والناقد الاجتماعي
كريستوفر لاش (Christopher Lasch) في كتابة ثقافة النرجسية (The Culture of Narcissism) أن مجتمع أمريكا الشمالية في عام 1970 كان مجتمع نرجسي، ووصف المجتمع النرجسي بأنه:
- يعبد الاستهلاك
- يخاف من الاعتمادية والشيخوخة والموت.

وقد وضع الاستهلاك قدما كوسيلة للتعويض (انظر دراسة من قبل أليسون جيه بف: من التعويض إلى عجب الطفولة)
مثل:
- استخدام السلع لنقل العلاقات الإنسانية.
- تعويض الآباء الظروف السيئة (مثل الفقر وسوء المعاملة) التي عاشوا فيها
- عويض الآباء الظروف السيئة (مثل الطلاق) التي جعلوا الأطفال يمرون بها أو يعيشون فيها.

## التعويض كحيلة تآمرية
كثيرا ما يستخدم التعويض لتأكيد المؤامرات في الوقائع المنظورة لتسليط الضوء على العيوب الشخصية، ويمكن للمؤلفين الادلاء ببيان حول القيم عن طريق حل خصائص التعويض النفسي في المؤامرة.